# Wang Zhongmin
Wang Zhongmin (chinois 王重民), né en 1903, mort en 1975, est un universitaire chinois, spécialiste des catalogues et des éditions d’ouvrages anciens, originaire du district Gaoyang (高陽) de la province du Hebei. Son prénom de lettré est Yousan (有三), son pseudonyme Propriétaire de chaumière froide (冷廬主人)).

## Biographie
Wang Zhongmin fait des études supérieures sur les ouvrages classiques à l’Université normale de Pékin de 1924 à 1928. Il travaille après en être diplômé en 1929 à la section du catalogage de la Bibliothèque de Pékin, chargé des ouvrages de Dunhuang et des documents anciens concernant le Royaume céleste de la Paix (太平天國).
De 1934 à 1939, il visite de grandes bibliothèques en Angleterre, en Allemagne, en France, en Italie et aux États-Unis où il prend connaissance de nombreux documents historiques importants dont il établit le catalogue. Dans le cadre de l'échange franco-chinois, il est envoyé à la Bibliothèque nationale de France pour y cataloguer les ouvrages de Dunhuang, et du côté français c'est Marie-Roberte Guignard qui se rend à la Bibliothèque de Pékin pour y s'occuper des livres français. Une fois rentré en Chine, il est nommé professeur à l’Université de Pékin dont le département de la bibliothéconomie est créé à sa demande et il en devient directeur.
À partir de 1950, pendant qu’il enseigne aux étudiants, il rédige de nombreux articles concernant la science de la bibliothèque, par exemple : L’Emploi des ouvrages de références, Documents de références et travail de référence, Catalogue des ouvrages anciens, L’Histoire des catalogues chinois, L’Histoire du livre chinois, Documents historiques de catalogues modernes etc.

## Œuvres
On lui doit :
- Des Études sur le Daodejing gravé sur des stèles
- Des Études sur Laozi, Index des articles sur la culture chinoise
- Index de la classification des chapitres des recueils de la Dynastie des Qing
- Les Livres officiels du Royaume céleste de la Paix
- Dun huang bian wen ji 敦煌變文集, 2 vol., 人民文學出版社, Pékin, 1957 (anthologie des bianwen de Dunhuang)
- Catalogue des ouvrages historiques de Dunhuang
- Autobiographie de Xu Guangqi
- Sommaire des livres rares chinois
- Documents historiques de la science des catalogues chinois
- Brouillon du sommaire des livrés détruits des Quatre magasins (四庫)
- Catalogue des livres rares chinois conservés à la Bibliothèque du Congrès américain